# سی‌سی‌جی‌اس سمبرو
سی‌سی‌جی‌اس سمبرو (به انگلیسی: CCGS Sambro) یک کشتی است که طول آن ۵۲ فوت (۱۶ متر) می‌باشد. این کشتی در سال ۱۹۹۶ ساخته شد.